# Antonio D'Alì (politico 1860)
Antonio d'Alì (Palermo, 29 novembre 1860 – Trapani, 6 agosto 1916) è stato un politico italiano.

## Biografia
Nacque il 29 novembre 1860 a Palermo nell'omonima provincia, figlio del senatore Giuseppe D'Alì e di Rosalia Bordonaro Chiaramonte, capostipite del ramo Bordonaro dell'antica famiglia trapanese dei D'Alì.
Si è sposato con Maria Monroy, ultimogenita di Giuseppe Monroy e Barlotta, dei principi di Pandolfina, da cui ebbe Giuseppe D'Alì Monroy e cinque figlie.
Fu eletto deputato alla Camera del Regno d'Italia il 6 novembre 1904 nel collegio di Alcamo per la XXII legislatura. Fu confermato nello stesso collegio nel marzo 1909 per la XXIII.
Alle politiche del 1913, al ballottaggio, fu superato da Tommaso Mauro.
Muore a Trapani il 6 agosto 1916.